# WBHM
Koordinaten: 33° 29′ 19″ N, 86° 47′ 58″ W
WBHM ist eine Public Radio Station aus Birmingham, Alabama. Die Station versorgt die Birmingham Area und mittels des Repeaters WSGN auch die Gadsden Area (North Central Alabama). Die Station gehört der University of Alabama in Birmingham, wo sich auch die Studios befinden. WBHM überträgt Programme der American Public Media, National Public Radio und von Public Radio International. WBHM, “Your NPR News Station,” ist auch das Zuhause des Alabama Radio Reading Service, dem Dienst für blinde und sehschwache Menschen in Alabama.
WBHM sendet mit 35 kW auf 91,7 MHz. WGSN ist die Station des Gadsden State Community College und überträgt das Programm aus Fort Payne auf UKW 104,1 MHz.

## Hörerbeteiligung
WBHM ist ein "listener-supported service". Mehr als die Hälfte der gesamten Finanzierung vom WBHM bringen die Hörer auf. Dazu wird der Sender von der Corporation for Public Broadcasting (CPB) unterstützt.